# Orator ad Brutum
El Orator ad Brutum o simplemente Orator (en español, El orador, a Bruto) es una obra de Cicerón sobre retórica, publicada en el 46 a. C. Cicerón también le da en su correspondencia el título De optimo genere dicendi ('Sobre el mejor tipo de discurso').
Es con su De oratore y su Brutus de los tratados más importantes sobre el arte de la oratoria, según afirma el propio autor.
Respondiendo a una pregunta de Marco Junio Bruto, define el perfil del orador ideal. Dotado de una profunda cultura general, debe dominar la expresión (elocutio) en todos los estilos posibles. Cicerón desarrolla una nueva teoría fundamental para la estética latina, sobre los tres niveles de estilo que debe dominar el orador ideal, los estilos sencillo, mediano o elevado, a aplicar según la importancia del tema del discurso y su objetivo, informar, complacer o sacudir a la audiencia. Cicerón se apoya en esta teoría de los tres estilos para rebatir la preferencia por el estilo más estrecho y austero de sus competidores, los oradores romanos que se autodenominaban áticos.
Cicerón defendía así su propia práctica oratoria, especialmente en materia de juegos de palabras y ritmo; y esta práctica, y los preceptos contenidos en sus obras retóricas, sería muy estudiada por los retóricos posteriores.